# 梁必强
梁必强（1547年—？），字柔可，號益斋、又号源沙、元沙，廣東琼山县梁陈（今海南省）人，明朝政治人物，同进士出身。

## 生平
隆慶元年（1567年）丁卯科廣東鄉試第六十名，萬曆二年（1574年）甲戌科會試第九十九名，廷試三甲第二百十六名進士。授福建晉江縣知县。

## 家族
曾祖梁華；祖父梁聦；父梁廷棟。母許氏。永感下。從兄梁雲龍（贡士）。